# Du (Unix)

Comanda du (în engleză disk usage) este folosită pentru a estima spațiul de disc folosit într-un sistem UNIX. Se poate estima astfel spațiul din întreg sistemul, sau spațiul dintr-un director.

## Istorie
Comanda du a fost introdusă în versiunea 1 a sistemului AT&T UNIX.

## Sintaxă
```
du [opțiuni] [fișier]
```

unde fișier este numele unui fișier sau al unui director. Dacă acesta nu este specificat, se estimează directorul curent.
Printre opțiunile cele mai folosite se numără:
-a (all) tipărește fiecare fișier, nu numai directoarele
-h (human readable) dimensiunile sunt tipărite într-o forma 1K (kilobytes), 2M (megabytes), 3G (gigabytes)
-k tipărește dimensiunile în kilobytes
-s (summarize) tipărește numai dimensiuni totale
Single Unix Specification definește spațiul în termeni de blocuri. Fiecare bloc are 512 bytes. Aceasta este valoarea istorică a blocului de date în UNIX, și este folosită într-o serie de alte comenzi precum df sau ls. System V are un bloc de 512 bytes în timp ce în variantele BSD se folosește 512/1024, depinde de sistem. Opțiunea -k a fost introdusă ca un compromis pentru a converti totul în kilobytes (presupune un bloc de 1024 bytes). BSD și pachetul GNU coreutils suportă de asemenea opțiunea -h (human readable) în care spațiul este calculat bazat pe unitățile International System of Units (K pentru kilobytes, M pentru megabytes, G pentru gigabytes etc.)

## Exemple
Suma directoarelor în kilobytes:
```
$ du -sk *
152304  directoryOne
1856548 directoryTwo
```

sau într-o formă mai prietenoasă
```
$ du -sh *
149M directoryOne
1.8G directoryTwo
```

Spațiul utilizat de directorul curent, inclusiv fișierele ascunse (sortat după dimensiune)
```
$ du -sk .[!.]* *|sort -n
```